# Enjambement
Enjambement-nak vagy áthajlásnak nevezzük a költészetben azt a jelenséget, amikor egy szintaktikai egységet kettévág a verssorhatár.

## Példa
Az enjambement-ra példát találhatunk Lázár Ervin alábbi tréfás versében:
A múltkor Mikkamakkával

Fát vágni mentünk az erdőre,

De olyan szerencsétlenül dőlt

A fa, hogy Dömdödöm alászorult.
Itt a második és harmadik sor közötti határon véget ér egy szintaktikai egység (egy összetett mondat első tagmondata), így a szöveg verstani és mondattani tagolásában ugyanott van a töréspont. Ezzel szemben a harmadik és negyedik sor határán átnyúlik a következő tagmondat („de olyan szerencsétlenül dőlt a fa”), amely csak a negyedik sorban ér véget. Ez a jelenség az enjambement.
Lovasi András szövegeiben gyakori az enjambement, ami slágerszövegekben előtte gyakorlatilag ismeretlen volt.
Ha az életben nincs már több móka

Meghalunk, mintha nem volna

Több dolgunk a világba'

s édes lenne a halál...

## Kiejtés
A szó francia eredetű, és eredeti kiejtése IPA-szimbólumokkal /ɑ̃ʒɑ̃bmɑ̃/, magyar nyelvű szövegbe illesztve [anzsamman]. A toldalékos alakok helyesírása szempontjából lényeges, hogy mély hangrendű, a szó végi t pedig néma (tehát pl. enjambement-nal).